# Kameralistik
Die Kameralistik (von lateinisch camera, „Zimmer, Gewölbe“, hier etwa „fürstliche Schatztruhe“; vgl. Kämmerer), auch kameralistische Buchführung oder Kameralbuchhaltung, ist ein Verfahren der Buchführung, das noch in der öffentlichen und kirchlichen Verwaltung angewendet wird, jedoch zunehmend durch andere Verfahren ersetzt wird.

## Begriffsabgrenzung
Die vom Kameralismus abgeleitete Bezeichnung Kameralistik ist eine Bezeichnung der öffentlichen Verwaltung und der ihr angeschlossenen öffentlichen Unternehmen und Kommunalunternehmen. Die Kameralisten waren hohe Beamte im „Kammerkollegium“ eines (deutschen) Fürsten.
Im weiteren Sinn versteht man unter Kameralistik die sogenannte Kameralwissenschaft, also die Wissenschaft von der staatlichen Verwaltung (Rechnungsführung, Finanz-, Wirtschafts-, Verwaltungslehre, Rechts- und Polizeiwissenschaft) und Volkswirtschaftspolitik, wie sie bis ins 20. Jahrhundert gepflegt wurde.
Im engeren Sinne wird mit Kameralistik eine Teildisziplin der Kameralwissenschaft bezeichnet, nämlich die Buchführung der Kameralisten, die bis heute praktiziert wird.

## Begriffsinhalt
Der Begriff „Kameralistik“ wird mehrdeutig verwendet:

### Formale Aspekte
Kameralistik bezeichnet einerseits die rein formale Buchführungsmethode, die durch eine Einnahmenüberschussrechnung und periodengerechte Zuordnung gekennzeichnet ist. Im Unterschied dazu wird bei der Buchführungsmethode der Doppik auf zweiseitigen Konten (Soll- und Habenseite) gebucht.
Die im kameralen Rechnungswesen verwendeten Konten sind allerdings keine reinen Einnahme- und Ausgabekonten, sondern qualifiziert angelegt. Eine Einteilung in vier Spalten (Reste vom Vorjahr, lfd. Soll, Ist, neue Reste: sogenannte kamerale 4-Spalten-Buchhaltung) ermöglicht nicht nur die Darstellung der im jeweiligen Haushaltsjahr vereinnahmten Einzahlungen oder geleisteten Auszahlungen, sondern auch die noch nicht beglichenen Einnahmeansprüche oder Ausgabeverpflichtungen (Forderungen und Verbindlichkeiten). Zudem lässt die 4-Spalten-Buchhaltung auch den Bestandsnachweis von Geldanlagen, Sachanlagen/Finanzanlagen, Schulden (Kassenkrediten), Rücklagen und sonstiger Bestandsgrößen zu. Das ebenfalls kamerale Ist-Rechnungssystem des Bundes und vieler Bundesländer übernimmt diese 4-Spalten-Systematik indes nicht.

### Materielle Aspekte
Andererseits wird mit dem Begriff Kameralistik der materielle Inhalt des Haushalts- und Rechnungssystems verbunden, nämlich die Gegenüberstellung und der Nachweis der für die Aufgabenerfüllung einzusetzenden Ausgaben mit den korrespondierenden Einnahmen. Hierdurch kann nachgewiesen werden, inwieweit es gelungen ist, die Ausgaben durch Einnahmen zu finanzieren (Nachweis des finanzwirtschaftlichen Deckungserfolgs), verbunden mit der Darstellung vorhandener Vorausdeckungsmittel für Zukunftsausgaben (Rücklagen als übrig gebliebener Betrag von Finanzmitteln) und von Nachdeckungsbelastungen (Schulden) im Sinne einer Deckungsbilanz – vereinfachend – als sogenanntes Geldverbrauchskonzept bezeichnet. Die Kameralistik erfasst ausschließlich Zahlungsvorgänge und beruht deshalb auf der Pagatorik.

### Planerische Aspekte
Ferner wird unter Kameralistik das Wirtschaften (Handeln) der öffentlichen Hand nach Maßgabe von Haushaltsplänen verstanden und der „planerischen Freiheit“ der privaten Unternehmer gegenübergestellt. Der Haushaltsplan (ergänzt durch die mittelfristige Finanz- und Investitionsplanung) ist jedoch mehr als nur die Bereitstellung von Ausgabemitteln und der dafür notwendigen Einnahmen. Ihm kommt die Bedeutung eines demokratisch legitimierten Aufgabenerfüllungsprogramms zu.
Diese inhaltliche Vieldeutigkeit des Begriffs Kameralistik und die geringe Bereitschaft, sich mit der Eigenart der Kameralistik als Buchführungsmethode eingehender zu befassen, sind die Hauptgründe für die in Praxis und Öffentlichkeit zu beobachtende mangelnde Kenntnis über die Funktionsweise und Aussagekraft der Kameralistik und die Auseinandersetzung „Kameralistik versus Doppik“ bei der Reform des deutschen kommunalen Haushaltsrechts. Die Kosten- und Leistungsrechnung ist nicht systemimmanent in die Doppik integriert, sondern hier ebenso eine Nebenrechnung wie in der Kameralistik und aus beiden Finanzbuchhaltungen her ableitbar. Plangebundenes Handeln hat nichts mit der Buchführungsmethode zu tun, und Planbindung bedeutet nicht automatisch fehlende oder geringe Flexibilität der Betriebs- bzw. Haushaltsführung. Die den Kommunen zur Verfügung stehenden Instrumente der Budgetierung, der Deckungsfähigkeit und Übertragbarkeit von Haushaltsmitteln sind Beweise hierfür. Die Doppik ist für die öffentliche Hand auch im nicht-unternehmerischen Bereich geeignet wie umgekehrt die Kameralistik als Buchungsmethode keinesfalls nur den öffentlichen Haushalten vorbehalten ist. Auch mit der kameralistischen Buchungsmethode lassen sich Erträge und Aufwendungen darstellen, Bestände von Vermögen, Schulden und Eigenkapital festhalten, und es kann ein betriebswirtschaftlicher Erfolg (Gewinn oder Verlust) ermittelt und ausgewiesen werden. Beispiele sind die betriebswirtschaftliche Betrachtungsweise bei kostenrechnenden Einrichtungen, die Betriebskameralistik für Eigenbetriebe und die Jahresabschlüsse von Kommunen in Österreich, der Schweiz oder den USA.

## Geschichte
Der Kameralismus ist als deutsche Variante des Merkantilismus, der herrschenden Wirtschaftspolitik im Zeitalter des Absolutismus (16.–18. Jahrhundert), bekannt. Das vorrangige Ziel des Kameralismus war der Wiederaufbau des durch den Dreißigjährigen Krieg (1618 bis 1648) zerstörten Landes. Mit der Kameralistik wollte man die Wirtschaft durch staatliche Aktionen so beeinflussen, dass der Wohlstand einer Nation gemehrt würde. Sie fand ihre Begründung in der theoretischen Konzeption der Kameralwissenschaft (Staatswirtschaftslehre). Bedeutender Kameralist jener Zeit war Veit Ludwig von Seckendorff, später auch Johann Heinrich Gottlob von Justi und Joseph von Sonnenfels. Der erste Lehrstuhl für Kameralistik wurde 1723 an der Friedrichs-Universität Halle errichtet.
Die kameralistische Buchführung wurde durch den österreichischen Hofrat Johann Mathias Puechberg erstmals 1762 schriftlich dargelegt.
Seit den 1970er Jahren wird im Rahmen der neoliberalen Verwaltungsreform des New Public Management die Kameralistik in verschiedenen europäischen Ländern auf staatlicher und kommunaler Ebene durch ein doppisches Haushaltssteuerungs- und Rechnungswesen, das auf der Rechnungslegung in der Privatwirtschaft und internationalen Standards (International Public Sector Accounting Standards, kurz IPSAS) basiert, immer mehr verdrängt.

## Aufgaben und Ziele der Kameralistik
Das kameralistische Rechnungswesen dient bei den Körperschaften der systematischen Erfassung von Einnahmen und Ausgaben im Haushalt. Veränderungen von Zahlungsmitteln werden ihrem Ursprung nach unterschieden und in entsprechenden Rubriken, sogenannten Haushaltstitel, verbucht. Die Aufzeichnungen im Haushalt erfüllen insofern Aufgaben der Dokumentation und Information. Gleichzeitig erfüllt sie auch eine Mess- und Steuerungsfunktion, indem sie die notwendigen Ist-Daten zum Abgleich mit der Finanzplanung liefert.
In § 1 des Entwurfs der Buchführungs- und Rechnungslegungsordnung für das Vermögen des Bundes (VBRO) heißt es zu den Zielen: Die Buchführung und die Rechnungslegung über das Vermögen und die Schulden des Bundes haben den Zweck, den Bestand des Vermögens und der Schulden zu Beginn des Rechnungsjahres, die Veränderungen während und den Bestand am Ende des Rechnungsjahres nachzuweisen. Die Vermögensrechnung soll ferner darlegen, in welcher Höhe die Haushaltseinnahmen und -ausgaben zur Vermehrung oder Verminderung des Vermögens oder der Schulden im Laufe des Rechnungsjahres geführt haben, und damit erkennen lassen, inwieweit einem Überschuss oder einem Fehlbetrag der Haushaltsrechnung eine Minderung oder Mehrung des Vermögens und der Schulden gegenübersteht.

## Prinzip der Kameralistik
Die Kameralistik beruht auf der Abbildung von Zahlungsströmen, in der zahlungswirksame Einnahmen und Ausgaben eine Verbuchung auslösen. Die betriebswirtschaftliche Abgrenzung zwischen Einnahme und Einzahlung einerseits und Ausgabe und Auszahlung andererseits entfällt, wodurch die Kameralistik Charaktereigenschaften der Einnahmenüberschussrechnung aufweist. Es erfolgt kein buchmäßiger Ausweis des Inventars, die Bilanzierung und Bewertung von Vermögen und Schulden entfallen. Insofern steht die Kameralistik im Gegensatz zur Doppik, die Ausgaben und Auszahlungen beziehungsweise Einnahmen und Einzahlungen abgrenzt.
Bei der kameralistischen Buchführung, wie sie die Städte, Gemeinden und Landkreise in Deutschland seit 1975 anwenden, erfolgen wie in der Doppik zweiseitige Buchungen über Konto und Gegenkonto. Im Ist erfolgt hierbei die Erfassung der Einzahlungen und Auszahlungen, aus deren Differenz sich der Liquiditätssaldo ergibt. Die Gegenbuchung erfolgt im Soll unter Zuordnung der Einnahme bzw. Ausgabe zum entsprechenden Konto. Grundsätzlich gilt hierbei das Kassenwirksamkeitsprinzip. Demnach ist anders als bei der Doppik Voraussetzung für eine Buchung ein erfolgter Zahlungsstrom. Im Haushaltsjahr zahlungsunwirksame Geschäftsvorfälle bleiben außer Betracht.
Ausgangspunkt in der Kameralistik ist der Haushaltsplan, in dem Einnahmen und Ausgaben einer Rechnungsperiode gegenübergestellt werden. In Deutschland ist der Haushaltsplan die Gesamtheit von Verwaltungshaushalt und Vermögenshaushalt. Im Verwaltungshaushalt erfolgt die Verbuchung der laufenden Einzahlungen und Auszahlungen, die nicht das Vermögen berühren (z. B. Steuer- und Gebühreneinnahmen, Personalausgaben, Zuweisungen an Finanzausgleichssysteme). Im Vermögenshaushalt werden solche Einzahlungen und Auszahlungen verbucht, die die Vermögensebene der Körperschaft berühren (beispielsweise Kauf oder Verkauf von Grundstücken, Kreditaufnahme, Anschaffung von Anlagegütern).
Bei den Kommunen (Städten, Gemeinden, Landkreisen) steht ebenfalls der Haushaltsplan im Mittelpunkt. Hier werden im Verwaltungshaushalt die „laufenden Einnahmen und Ausgaben“ veranschlagt, im Vermögenshaushalt werden die einzelnen Investitionsmaßnahmen (Output) und der Input, der für die Realisierung der Investitionen notwendig ist und dessen Finanzierung veranschlagt.
Es besteht das Gesamtdeckungsprinzip, nach dem Ausgaben Einnahmen in gleicher Höhe entgegenstehen müssen. Ein Unterschiedsbetrag zwischen Einnahmen und Ausgaben im Verwaltungshaushalt wird durch die Zuweisung an oder Auflösung von Rücklagen im Vermögenshaushalt in entsprechender Höhe ausgeglichen. Als Folge sind die Summen aus Einnahmen und Ausgaben immer identisch.

## Rechtliche Grundlagen

### Situation in Deutschland
Aus der Tatsache, dass das Grundgesetz (kurz: GG) die Begriffe „Einnahmen“, „Ausgaben“ und „Haushalt“ verwendet (beispielsweise in Art. 109, Art. 110 GG), kann nicht gefolgert werden, dass das GG kameralistische Buchführung vorschreibt. Auch die Doppik liefert derartige Zahlungsgrößen im Rahmen der Finanzierungsrechnung. Die Kameralistik ist erst im einfachgesetzlichen Bundes- und Landesrecht (BHO, HGrG, KommHVO) verankert. Nach Art. 114 Abs. 1 GG hat der Bundesminister der Finanzen dem Bundestag und dem Bundesrat über alle Einnahmen und Ausgaben sowie über das Vermögen und die Schulden im Laufe des Rechnungsjahres zur Entlastung der Bundesregierung Rechnung zu legen. Nach § 73 Abs. 1 der Bundeshaushaltsordnung ist über das Vermögen und die Schulden Buch zu führen oder ein anderer Nachweis zu erbringen.
Da die Landesverfassungen meist keine Vermögensrechnung vorsehen, ist in § 35 HGrG geregelt, dass über das Vermögen und die Schulden Buch zu führen oder ein anderer Nachweis zu erbringen ist. Die Doppik ist in § 7a HGrG ausdrücklich vorgesehen. Die Buchführung über das Vermögen und die Schulden kann mit der Buchführung über die Einnahmen und Ausgaben verbunden werden. Genauere Regelungen finden sich in den einzelnen Landeshaushaltsordnungen.
Rechtsgrundlagen für die kommunalen Haushalte sind im Wesentlichen die Gemeindehaushaltsverordnungen (GemHVO) der Bundesländer. Diese können auch die Anwendung der Doppik erlauben oder vorschreiben.

### Situation in der Schweiz
Auf Bundesebene wird die Kameralistik in der Schweiz nicht mehr angewendet. Das Finanzhaushaltsgesetz schreibt die Doppik implizit zwingend vor. Auf kantonaler Ebene ist man im Begriffe, entsprechende Regelungen bei der Revision der Kantonsverfassungen und den Gemeindegesetzen unterzubringen.
Die Verdrängung der Kameralistik durch das in der Privatwirtschaft übliche Industrielle Rechnungswesen (Doppik) entsprang nicht einem Bedürfnis der Schweizer Gemeinwesen, weil es mit seinem Primat der Wirtschaft über der Politik dem schweizerischen politischen System mit der direkten Demokratie und der Gemeindefreiheit wesensfremd ist. Die Doppik wurde als wichtiger Bestandteil des Verwaltungsreformmodells New Public Management aus den Vereinigten Staaten importiert, wobei der Wirtschaftskanton Zürich mit seinem damaligen Chef der Finanzverwaltung Ernst Buschor eine Pionierrolle innehatte. New Public Management soll mit Hilfe der Doppik die Privatisierung der öffentlichen Verwaltung oder Teilen davon mit öffentlich-privaten Partnerschaften usw. ermöglichen. Die öffentliche Verwaltung wurde im Zuge der Globalisierung als einer der grössten noch nicht privatisierten Märkte entdeckt. Der grösste Anteil der Ausgaben der öffentlichen Hand fliesst in Bereiche, die bislang noch weitgehend marktgeschützt sind und durch den Service Public abgedeckt werden.
Für den Schweizer Souverän war das mit der Kameralistik verbundene Prinzip wichtiger als die Methode. Es orientierte sich nicht an einer möglichst großen Rendite, sondern an Kostendeckung und Gemeinwohl. Die jährliche Einnahmen-Ausgabenrechnung erlaubte es den Volksvertretern nicht, Ausgaben zu tätigen, die höher als die Einnahmen der Gemeinwesen waren. Es war nicht möglich, durch Bilanzierung von Volksvermögen ein grösseres Eigenkapital auszuweisen, mit dem man grössere Ausgaben und Bankkredite rechtfertigen konnte. Grössere, mehrjährige Ausgaben oder Kreditaufnahmen mussten vom Volk bewilligt werden. Das Volksvermögen wurde nicht in die Rechnung einbezogen, weil es Eigentum des Volkes war und deshalb als unverkäuflich galt.
Die Verwaltungsreform konnte gegenüber den politischen Parteien und den Parlamenten nur mit Hilfe der Politik der leeren Kassen durchgesetzt werden, weil sie durch den Primat der Wirtschaft über der Politik einen Machtverlust befürchten mussten. Die Prinzipien der immer mehr an die internationale Rechnungslegung (IPSAS) angepassten Doppik wie der Fair Value widersprechen wichtigen Grundsätzen des schweizerischen Obligationenrechts wie dem Vorsichtsprinzip und der Möglichkeit der Bildung von stillen Reserven als Vorsorge für wirtschaftlich schlechtere Zeiten. Die Schweizer Kantone sind zurzeit daran, mittels Gemeindegesetzrevisionen die gesetzliche Grundlage für die internationale Rechnungslegung und die Möglichkeit der Privatisierung und Auslagerung der Verwaltung oder Teilen davon zu schaffen.

### Situation in Österreich
Auf Landes- und Gemeindeebene ist in Österreich die Kameralistik nach wie vor übliche Praxis. Nach mehreren Finanzskandalen und aufgedeckten Missständen in den Bundesländern wurde ab dem Jahr 2012 öffentlich moniert, dass es keine doppelte Buchführung gibt.
Vom Bundesminister für Finanzen wurde deshalb die VRV 2015 (Voranschlags- und Rechnungsabschlussverordnung) erlassen. Darin wurde für 1. Januar 2019 bzw. 1. Januar 2020 die Einführung eines integrierten Ergebnis-, Finanzierungs- und Vermögenshaushalts vorgeschrieben (§ 2 VRV 2015). Die VRV 2015 wurde jedoch bereits vor ihrem vorgesehenen Anwendungszeitpunkt für Länder und Gemeinden novelliert (BGBl. II Nr. 17/2018) und es sind die Bestimmungen der VRV 2015 seit der Novelle für Länder und Gemeinden spätestens für das Finanzjahr 2020 anzuwenden (vgl. § 40 Abs. 2 VRV 2015).

### International
Die International Federation of Accountants (IFAC) unterscheidet zwischen zwei Arten der staatlichen Rechnungslegung (International Public Sector Accounting Standards; IPSAS): „Financial Reporting Under the Cash Basis of Accounting“ (Einzahlungs-Auszahlungsrechnung) und „Financial Reporting Under the Accrual Basis of Accounting“ (Aufwands- und Ertragsrechnung) und gibt entsprechend verschiedene Standards heraus. Beide Rechnungen können sowohl mittels Doppik als auch mittels Kameralistik durchgeführt werden.

## Vorteile

### Kompatibilität zur Finanzwissenschaft
Die Finanzwissenschaft (Volkswirtschaftslehre) beruht im Wesentlichen noch immer auf dem Kreislaufmodell und denkt deshalb in der volkswirtschaftlichen Gesamtrechnung in Zahlungsströmen. Dies findet seinen Niederschlag im „Gesetz über die Statistiken der öffentlichen Finanzen und des Personals im öffentlichen Dienst“ (FPStatG). Insofern sind Kameralistik und volkswirtschaftliche Gesamtrechnung kompatibel. Diesem Kriterium genügt eine kaufmännische Buchführung nicht.
Der praktizierten kameralistischen Buchhaltung sind ein Haushaltsquerschnitt und eine Gruppierungsübersicht beigefügt. Unter Haushaltsquerschnitt versteht man die Zusammenstellung der Einnahmen, Ausgaben und Verpflichtungsermächtigungen geordnet nach Aufgabenbereichen und -arten. Dadurch werden die Schwerpunkte des staatlichen Handelns deutlich. Als Gruppierungsplan bezeichnet man die Gruppierung der Einnahmen und Ausgaben des Haushaltsplans nach Arten. Der Gruppierungsplan ermöglicht u. a. die Ermittlung der Investitions- und Konsumausgaben und die begünstigten gesellschaftlichen Gruppen. Diesen Informationen hat die kaufmännische Buchführung nichts Vergleichbares entgegenzustellen. Die kaufmännische Buchführung hätte diese Daten in einer zusätzlichen Nebenrechnung zu erfassen.
Die kamerale Gruppierungsübersicht kann man mit einer einfachen Kostenarten- und Leistungsartenrechnung vergleichen. Den kameralen Rechnungsquerschnitt (Haushaltsquerschnitt) kann man mit einer einfachen Kostenstellenrechnung bzw. einer einfachen Kostenträgerzeitrechnung vergleichen.

### Ermittlung der staatlichen Schuldengrenze
Die Schuldendeckungsfähigkeit (Vermögen muss größer oder gleich den Schulden sein) begrenzt in der Privatwirtschaft die Schuldenaufnahme, da ansonsten Insolvenz droht. Die kaufmännische Buchführung und Bilanzierung dient der Überwachung dieser Grenze.
Demgegenüber wird die Grenze der Staatsverschuldung durch das Grundgesetz (GG) anders gemessen und gezogen. Die Einnahmen aus Krediten dürfen 0,35 % im Verhältnis zum nominalen Bruttoinlandsprodukt nicht überschreiten; Ausnahmen sind nur zulässig zur Abwehr einer Störung des gesamtwirtschaftlichen Gleichgewichts (Art. 115 Abs. 1 Satz 2 GG) bzw. bei Naturkatastrophen oder außergewöhnlichen Notlagen. Zur Überwachung dieser Schuldengrenze ist die Kameralistik besser geeignet als die kaufmännische Buchführung. Es fehlt in der kaufmännischen Buchführung eine Darstellung der Investitionsausgaben nach § 10 Abs. 3 Nr. 2 HGrG. Die kaufmännische Buchführung hätte diese Daten in einer zusätzlichen Nebenrechnung (beispielsweise Finanzhaushalt) zu erfassen. Auch eine langfristige Finanzplanung, wie sie laut § 50 Abs. 1 HGrG vorgesehen ist, kann die Doppik nicht leisten.
Die kommunale Schuldengrenze sieht anders aus. Kommunen dürfen nur Kredite aufnehmen, wenn sie nachhaltig in der Lage sind, diese ordnungsgemäß zu tilgen. Dazu ist es notwendig, dass mit den laufenden Einnahmen die laufenden Ausgaben beglichen werden können (siehe kommunale Jahresabschlussanalyse). Darüber hinaus muss noch so viel Einnahmeüberschuss übrig bleiben, dass die ordentliche Tilgung der Kredite bestritten werden kann. Das der kommunalen Kameralistik zugrunde liegende Recht behandelt die Kommunen so, wie sich die Bürger behandeln lassen müssen.

### Geringe Manipulierbarkeit
Unabhängig von der Buchhaltungsmethode (Doppik, Kameralistik usw.) gibt es die Möglichkeit, auf das Rechnungswesen manipulierend einzuwirken, indem Geschäftsvorgänge so abgewickelt werden, dass sie in der Buchhaltung gar nicht oder nur teilweise erscheinen, zum Beispiel durch Einsatz von Rückmietverkäufen oder Öffentlich-Privaten Partnerschaften (ÖPP). Im Gegensatz zur Doppik kann in der Kameralistik die Verwendung der Gelder dem Geldgeber (und somit letztlich dem Steuerzahler) objektiv richtig und einfach nachvollziehbar dargelegt werden. Aktivierungswahlrechte und Passivierungswahlrechte sowie Bewertung und damit verbundene Ermessenspielräume haben im Gegensatz zur Vorgehensweise bei der Doppik keinen Einfluss auf die Rechnungslegung. Der Erfolg (Gewinn oder Verlust) kann in der Kameralistik nicht mit liquiditätsunwirksamen, nichtbaren Buchungen (Abschreibungen, Rückstellungen, Bewertungen usw.) beeinflusst oder manipuliert werden.
Auch die Doppik weist jedoch den Saldo aus Ein- und Auszahlungen aus (in der Bilanz über die Veränderung der liquiden Mittel). Die sogenannte „kommunale Doppik“, deren Einführung für das kommunale Haushalts- und Rechnungswesen in den meisten Flächenländern bis spätestens 2016 verbindlich vorgeschrieben ist, weist zusätzlich die Ein- und Auszahlungen sowohl im Haushaltsplan („Finanzhaushalt“) als auch im Jahresabschluss („Finanzrechnung“) aus. Diese Angaben sind ebenso „objektiv richtig und einfach nachvollziehbar“.
Letztendlich sind über die Finanzrechnung der kommunalen Doppik alle wesentlichen Zahlen der kommunalen Kameralistik mit allen wesentlichen Zahlen der kommunalen Doppik vergleichbar. So gesehen könnte man auch sehr gut mit unterschiedlichen Buchhaltungssystemen bei den Kommunen leben. Allerdings wird vorgebracht, dass die kommunale Doppik im Vergleich zur kommunalen Kameralistik komplexer sei.

## Nachteile

### Wirtschaftlichkeit der Kameralistik
In der Kameralistik halten es die Finanzministerien für zu aufwendig, die Vermögenssituation im Sinne einer Bilanz darzustellen. So ist die Bewertung staatlichen Vermögens schwierig, da es für viele öffentliche Güter, wie etwa Straßen, Schienenwege, Nationalparks oder Sicherheitskräfte, in der Regel keinen Markt und somit auch keinen Marktpreis gibt. Demgegenüber wäre für öffentliche Gebäude eine Bewertung sinnvoll und möglich.
Ein doppisches Rechnungswesen hätte nur dann einen Sinn, wenn die Solvenz eines Staates anhand des Reinvermögens aus der Bilanz festgestellt würde. Da der Glaube besteht, dass ein möglicher Staatsbankrott nicht bilanziell zu messen ist, würden mit Hilfe der Doppik meist Zahlen produziert, die für keine Entscheidung relevant seien.

### Mangelnde Transparenz
Da es in der öffentlichen Verwaltung zweckgebundene Einnahmen bzw. Ausgaben gibt, sind diese getrennt zu erfassen. Der einzelne Sachbearbeiter hat zum Beispiel nur Kenntnis von den Finanzmitteln, die für das laufende Jahr zur Verfügung stehen, und weiß meist nicht, woher das Geld kommt. Oft sind Investitionsausgaben und Ausgaben für die laufende Unterhaltung getrennt. Daher fehlt der Anreiz, Investitionen zu tätigen, um laufende Ausgaben zu senken. Das „Einsparen“ erfolgt häufig, indem Restmittel am Ende des Jahres verfallen; dies wiederum führt dazu, dass teilweise unüberlegte oder unnötige Ausgaben getätigt werden, damit die verfügbaren Mittel nicht im nächsten Jahr weniger werden (sogenanntes Dezemberfieber).
Nach einer Studie der Universität Hamburg trägt die Kameralistik dazu bei, dass „die Transparenz der kommunalen Finanzsituation verringert wird“.

## Kritik und Diskussion

### Informations- und Dokumentationsfunktion umstritten
Die Aufgaben eines Rechnungswesensystems mit externem Adressatenkreis (also der doppischen FiBu ebenso wie der kameralen Haushaltsrechnung) lassen sich unter den Begriffen:
- Dokumentation: aller Geschäftsvorfälle, welche die Vermögens- oder die Schuldensituation der Organisation verändern
- Information: außenstehender Personen über solche Veränderungen

zusammenfassen.
Beide Aufgaben nimmt die bestehende Kameralistik nur eingeschränkt wahr. Das Kassenwirksamkeitsprinzip verhindert hierbei die Erfassung von antizipativen Posten, also im Haushaltsjahr entstandenen Aufwendungen bzw. Erträgen, für die Zahlungsströme erst in Folgejahren stattfinden. Beispielhaft sind hier Pensionsverpflichtungen zu erwähnen, bei denen bereits Rechtsansprüche auf künftige Auszahlungen bestehen. In der Doppik erfolgt hier eine erfolgswirksame Erfassung des Aufwands aus entstandenen Verpflichtungen sowie der Ausweis auf der Passivseite der Bilanz, wohingegen die Kameralistik keine Rückschlüsse auf solche Posten zulässt.

#### Dokumentation
Da die in ihrer heutigen Form bestehende Kameralistik eine Bestandsführung i. S. der Dokumentation von Vermögenswerten und Schulden heute nur eingeschränkt wahrnimmt (Finanzvermögen und Finanzschulden; kein Sachvermögen und kein Verwaltungsvermögen), kann sie wichtige, gesetzlich vorgegebene Aufgaben systembedingt nicht wahrnehmen.
- § 73 Abs. 1 BHO schreibt vor, dass über Vermögen und Schulden Buch zu führen oder ein anderer Nachweis zu erbringen ist. Das Nähere regelt das Bundesministerium der Finanzen. Die Kameralistik kommt den Regelungen des Bundesministeriums nach.
- Auch § 1 der Buchführungs- und Rechnungslegungsordnung (s. o.) beschreibt u. a. das Ziel, „den Bestand des Vermögens und der Schulden zu Beginn des Rechnungsjahres, die Veränderungen während und den Bestand am Ende des Rechnungsjahres nachzuweisen“. Dieser Forderung kommt die Kameralistik nach, indem es den Haushaltsplan und die Finanzvermögens- und Finanzschuldenrechnung integriert. Mehr möchte das Finanzministerium derzeit nicht.
- Das Grundgesetz, Bundesgesetze und jede Landeshaushaltshausordnung fordern, dass die öffentliche Verwaltung wirtschaftlich zu handeln habe. Die Kameralistik liefert – sofern gewünscht – alle Daten, an denen die Wirtschaftlichkeit der Organisation gemessen werden könnte.

Da die Kameralistik derzeit vom Finanzministerium die Aufgabe hat, die von der Politik beschlossene Bestimmung der Ausgaben zu überwachen, werden darüber hinaus eine Vielzahl von vermögens- bzw. schuldverändernden Geschehnissen völlig unbeachtet gelassen. Damit können Fehlsteuerungen verbunden sein (Beamte verursachen weniger Auszahlungen als Angestellte), die unseren öffentlichen Haushalt noch über viele Jahre nachteilig beeinflussen werden.
Die kommunale Kameralistik ermöglicht den Kommunen eine vollständige Vermögenserfassung. Dazu müsste die Vermögensbuchführung auf das gesamte Vermögen der Kommunen ausgedehnt werden und nicht nur auf die Kostenrechnenden Einrichtungen, wie dies gesetzlich vorgeschrieben ist.

#### Information
Die kaufmännische Buchführung und die flankierenden gesetzlichen Bestimmungen (hier vor allem das HGB) haben sich in der Privatwirtschaft seit vielen Jahren bewährt. Das HGB hat dabei ganz besonders die nominale Kapitalerhaltung (Anschaffungswertprinzip) und damit den Anlegerschutz im Visier. Ob diese Zielsetzung für einen Staat angemessen ist, wurde bisher im Rahmen der Doppik nicht diskutiert. Angesichts der umfangreichen Infrastruktur wäre für den Staat auch die Zielkonzeption der Substanzerhaltung (Wiederbeschaffungswertprinzip) denkbar.
Vielfach wird vorgebracht, dass eine Handelsbilanz leichter lesbar sei als ein kameralistischer Abschluss. Tatsächlich sind die fachlichen Hintergründe einer Handelsbilanz einem weitaus größeren Publikum bekannt, als die der Kameralistik.
Die kommunale Kameralistik hat sich seit 1975 bewährt. Im Mittelpunkt des kameralen Rechts, auf der die kameralistische Buchführung fußt, steht die stetige Aufgabenerfüllung. Damit dies möglich bleibt, darf die Gemeinde nicht insolvent werden. Deshalb gibt es eine klar definierte Schuldenbremse. Der Bund und die Länder haben diese erst seit wenigen Jahren, viele EU-Länder bis heute nicht. Diese Schuldenbremse (der Fachbegriff dafür heißt Pflichtzuführung) bedeutet, dass die Rechtsaufsichtsbehörde den Gemeinden weitere Kredite nur genehmigen darf, wenn nachhaltiges Wirtschaften gesichert ist.

### Steuerungsziel Verwendungsnachweis
Während bei der kaufmännischen Buchführung (Doppik) Aufwendungen und Erträge festgehalten werden und gleichzeitig das Vermögen ermittelt wird, um so Gewinne und Verluste sichtbar zu machen, soll durch die kamerale Buchführung vor allem die Ausführung des Haushaltsplanes hinsichtlich der Deckung der Ausgaben nachgewiesen werden. Hier stehen daher ausschließlich die Zahlungsströme als die Nachweisgrößen im Mittelpunkt.
Bei der kommunalen Kameralistik ist dies im Gegensatz zur Kameralistik des Bundes und der Länder anders. Hier werden im Verwaltungshaushalt im Soll die Aufwendungen und Erträge (umgangssprachlich verwendet man die Begriffe Ausgaben und Einnahmen), im Ist dagegen die Zahlungsströme nachgewiesen.
Bekanntlich kennt die Politik (Legislative) wie auch die Administration (Exekutive) auf allen Ebenen föderaler Organisation keine Erfüllungshaftung und nicht mal einen Erfüllungsnachweis, ganz zu schweigen von Betrachtungen zur Wirtschaftlichkeit.
Wenn ehrenamtlich tätige Bürger ihr Amt als Gemeinderat antreten, dann legen sie einen Eid ab, dass sie sich zum Wohle ihrer Bürger verhalten werden. Dazu gehört auch, dass sie mit den vorhandenen Ressourcen verantwortungsvoll umgehen.

### Neues Steuerungsmodell contra Kameralistik
In den Gesetzen mehrerer deutscher Bundesländer (beispielsweise Gemeindehaushaltsverordnung des Landes Nordrhein-Westfalen) wird die Einführung des Neuen Steuerungsmodells als Verwaltungsreform forciert. In Nordrhein-Westfalen heißt das Vorhaben z. B. „Neues Kommunales Finanzmanagement“ (NKF). Ausgangspunkt sind folgende Defizite, die Gesetzgeber in der traditionellen Steuerung auf Basis von Einnahmen und Ausgaben zu erkennen meinen:
- strikte Trennung von Fach- und Ressourcenverantwortung,
- Steuerung in erster Linie über die zur Verfügung gestellten Ressourcen,
- damit einhergehend fehlende Ergebnisorientierung,
- unklare Verantwortungsabgrenzung zwischen Politik und Verwaltung,
- keine vollständige Abbildung des Ressourcenaufkommens und -verbrauchs,
- keine vollständige Übersicht über das Vermögen und die Schulden,
- keine vollständige Ermittlung von produktbezogenen Kosten.

Verteidiger der Kameralistik führen an:
- Die Verwendung der Doppik führt nicht zwangsläufig zur Änderung der Steuerung. So wird in Österreich seit über 30 Jahren die Doppik praktiziert und gleichwohl nach Haushaltszahlen entschieden. Ebenso wenig verhindert die Kameralistik die Steuerung in Hinblick auf den Output. So ist beispielsweise im Haushaltsgrundsätzegesetz vorgesehen, dass Einnahmen, Ausgaben und Verpflichtungsermächtigungen im Rahmen eines Systems der dezentralen Verantwortung einer Organisationseinheit veranschlagt werden können. Dabei wird die Finanzverantwortung auf der Grundlage der Haushaltsermächtigung auf die Organisationseinheiten übertragen, die die Fach- und Sachverantwortung haben. Voraussetzung sind geeignete Informations- und Steuerungsinstrumente, mit denen insbesondere sichergestellt wird, dass das jeweils verfügbare Ausgabevolumen nicht überschritten wird. Art und Umfang der zu erbringenden Leistungen sind durch Gesetz oder den Haushaltsplan festzulegen (vgl. § 6a HGrG). Die Politik weigert sich jedoch häufig, Ziele vorzugeben, weil dann ein Scheitern leicht nachzuweisen ist (vgl. z. B. Bundeskanzler Schröder im Hinblick auf die Arbeitslosigkeit oder Bundeskanzler Kohl im Hinblick auf die blühenden Landschaften im Osten). Auch in der Verwaltung herrscht diese Interessenlage vor. Insofern scheitern outputorientierte Ansätze nicht am Rechnungswesen, sondern an der Politik. Diese will nicht in ihren Möglichkeiten, Risiken einzugehen, Schulden zu machen und Staatseigentum kurzfristig zu liquidieren, beschnitten werden.
- Bei den Kommunen sind auf der Basis der kommunalen Kameralistik sehr viele Ziele (Output) aus dem Haushaltsplan unmittelbar zu erkennen. Der Veranschlagung der entsprechenden Ansätze (Input) geht in der Regel ein wochenlanges, manchesmal monatelanges, in Einzelfällen jahrelanges Ringen im Gemeinderat voraus. Soll das Dorfgemeinschaftshaus im Ortsteil S. gebaut werden? Wenn ja, wann? Wenn ja, welchen Input stellt man zur Verfügung, was darf das Projekt kosten?
- Erhellend mag folgendes Zitat wirken: „Ausgangspunkt ist die Überlegung, dass öffentliche Verwaltungen sich nur ein gewisses Maß an Konfliktträchtigkeit erlauben können. In diesem Sinne führt die öffentlich gewünschte Einführung von Methoden dazu, die öffentlich geführte, gegebenenfalls politisierte Debatte über die Ineffizienz der öffentlichen Verwaltung zu entschärfen oder gar zu beenden. Dass es sich bei der Anwendung nur um einen Schein handelt, wird nicht erkannt. Treten Schwierigkeiten auf, so wird im Weiteren über methodische Schwierigkeiten diskutiert, die an die Stelle der ursprünglichen politischen Schwierigkeiten treten. Sie machen ganz vergessen, dass die Methoden zur Handhabung politischer; also inhaltlicher Probleme eingeführt wurden.“[8] Die Diskussion über die Methode wird zum Ritual.
- An der kameralistischen Buchführung wird eine übermäßige Bindung der Verwaltung an eine zu detaillierte Planung und die damit verbundene mangelnde Flexibilität kritisiert. Allerdings kann dieser Kritik das Budgetrecht des Parlaments entgegengehalten werden. Zudem ist davon auszugehen, dass Verwaltungen eine komplexere Zielkonzeption als privatwirtschaftliche Unternehmen haben, die sich im Wesentlichen auf die Gewinnerzielung konzentrieren können. Insofern ist zu befürchten, dass ein doppisches Rechnungswesen, das im Wesentlichen auf das Ziel Gewinn und die Nebenbedingungen „Liquidität“ und „Schuldendeckungsfähigkeit“ ausgerichtet ist, Politik und Verwaltung zu stark einengt.
- Bei den Kommunen hat es in den vergangenen Jahren Weiterentwicklungen gegeben. So ist es möglich, nicht verbrauchte Mittel durch die Bildung von Haushaltsresten ins kommende Jahr zu übertragen. Dem viel zitierten „Dezemberfieber“ kann so entgegengewirkt werden.
- Eine Kostenrechnung (Kostenarten-, -stellen- und -trägerrechnung) kann sowohl zur Kameralistik als auch zur kaufmännischen Buchführung hinzugefügt werden. Eine Leistungsrechnung ist regelmäßig nicht möglich, da es meist keine Umsatzerlöse gibt. Deshalb stellt sich die Frage: Ist eine laufende Kostenrechnung erforderlich oder reicht eine in der Kameralistik übliche fallbezogene Betrachtung aus (entscheidungsbezogene Wirtschaftlichkeitsbetrachtung + Erfolgskontrolle)? Da Verwaltungen in der Regel statischer sind als privatwirtschaftliche Unternehmen, ist dort eine Kostenrechnung nur im Ausnahmefall der Gebührenkalkulation zu verantworten.
- Die kommunale Kameralistik liefert automatisch eine Gruppierungsübersicht und einen Rechnungsquerschnitt. Die Gruppierungsübersicht stellt eine einfache Kostenarten- und Leistungsrechnung dar. Der Rechnungsquerschnitt entspricht einer einfachen Kostenstellenrechnung bzw. einer einfachen Kostenträgerzeitrechnung, aus der man eine Kostenträgerstückrechnung bzw. eine Gebührenkalkulation erstellen kann.
- Die Kameralistik ist auf eine vollständige Erfassung von Einnahmen, Ausgaben, Vermögen und Schulden ausgelegt. Gleichwohl haben die Finanzminister in der Vermögens- und Schuldenrechnung Ausnahmen geschaffen. Diese ermöglichen es der Politik und der Verwaltung, Transaktionen mit Vermögenswirkungen vor den Bürgern zu verbergen (z. B. Pensionslasten, Forderungsverkäufe mit Verlusten, Grundstücksverkäufe mit Verlusten, Haftung für Kredite). Ausnahmen sind auch bei der Doppik möglich.
- Bei den Gemeinden stellt sich das Problem der Pensionslasten in aller Regel nicht. Die meisten Kommunen haben mit dem kommunalen Versorgungsverband eine „Art“ Versicherung abgeschlossen. Sie leisten eine jährliche Umlage. Im Gegenzug übernimmt der Versorgungsverband die Begleichung der Pensionszahlungen. Das Problem von „Schattenhaushalten“ (Beteiligungen bei Zweckverbänden oder Interkommunalen Gewerbegebieten) kennt man auf der Basis der kommunalen Kameralistik auch. Hier sollten die entscheidenden Zahlen wie die Schulden im Kernhaushalt zumindest nachvollziehbar ausgewiesen werden.

### Verschwendung infolge Budgetierung
Als problematisch gilt ferner, dass die kameralistische Buchführung strikt auf einen bestimmten Wirtschaftszeitraum fixiert scheint (normalerweise das Haushaltsjahr), obwohl dies nicht so ist (vgl. Übertragbarkeit nach § 19 BHO, Deckungsfähigkeit nach § 20 BHO, flexible Haushaltsführung und Verpflichtungsermächtigungen nach § 16 BHO).
Die kameralistische Praxis biete für sparsames Wirtschaften keinen Anreiz:
- Eingesparte Mittel erhöhten nicht den Finanzbestand der handelnden Organisationseinheit, sondern verfallen – falls keine Übertragbarkeit besteht – am Ende des Haushaltsjahres.
- Ein nicht ausgeschöpfter Haushalt führe in der Regel dazu, dass der Haushalt des folgenden Jahres der handelnden Organisationseinheit entsprechend gekürzt wird.

Um diesen Effekt zu vermeiden, würde die handelnde Organisationseinheit vermehrt Ausgaben tätigen, die nicht bedarfsorientiert sind, sondern allein dem Ziel dienten, die verfügbaren Mittel vollständig auszuschöpfen (so genanntes „Dezemberfieber“ bzw. Budgetverschwendung, auch „Nikolausdecke“ genannt). Ein weiterer Grund für das „Dezemberfieber“ sei, dass die Verwaltung stets eine Reserve für Unvorhergesehenes vorhalten müsse. Dies mache sie, indem sie zunächst nur die dringenden Ausgaben tätige. Erst am Ende des Jahres würden die wichtigen – aber nicht dringenden – Ausgaben getätigt. Zudem komme es zu erhöhten Ausgaben im zweiten Halbjahr durch die zeitaufwendigen – durch EU-Recht vorgeschriebenen – Beschaffungsverfahren.
Diese Phänomene sind allerdings auch bei der Anwendung der Doppik vorzufinden, wenn die für eine öffentliche Institution unabdingbare Budgetierung eingeführt wurde. Gegenmaßnahme: Zero-Base-Budgeting.

### Schwierigkeiten bei der Umstellung zur Doppik
Während die Umstellung auf der kommunalen und der Landesebene mittlerweile durchaus voranschreitet, hat sich der Bund gegen eine Umstellung auf Doppik entschieden. Stattdessen wird hier das Konzept der erweiterten Kameralistik verfolgt, bei dem teilweise Grundzüge der doppelten Buchführung in die Kameralistik übernommen werden.
Die Einführung der Doppik erfordert – wie auch die Umsetzung der für den Bund gesetzlich vorgeschriebenen Vermögensrechnung im Rahmen der Kameralistik – unter anderem eine vollständige Bewertung der Aktiva und Passiva, welches einen immensen Aufwand für die Bundesministerien und Bundesbehörden darstellt. Der Nutzen dagegen besteht in einer größeren Transparenz zur Vermögens- und Ertragslage, insbesondere im Hinblick auf die absolute implizite Verschuldung sowie deren Veränderung innerhalb einer Periode.
Weitere Anforderung bei einer Umstellung auf Doppik ist die Umstellung von Haushaltsstellen und Haushaltstiteln auf Kostenstellenrechnung und Kostenträgerrechnung (erweiterter Bestandteil der Doppik, um den Verursacher von Kosten und ertragerwirtschaftende Stellen eindeutig identifizieren zu können).
Die Einführung der Doppik in diesen Bereichen erfordert also nicht nur entsprechende Gesetzesänderungen, sondern auch eine vollständige Neudefinition der Geschäftsprozesse und entsprechende Mitarbeiterschulungen. Der Umstellungsaufwand bei Ländern und Kommunen ist signifikant.
Müssen kamerale und doppelte Buchführung parallel geführt werden (betrifft beispielsweise bayerische Kommunen) ergeben sich zusätzlich erhebliche Aufwendungen im Zusammenhang mit der Umstellung der entsprechenden ERP-Systeme.
Nachdem zwischenzeitlich jahrelange praktische Erfahrungen vorliegen, kommt eine Studie von Sielof, Gläser und Maier zu dem Ergebnis, dass die kommunale Doppik die in sie gesteckten Erwartungen nicht erfüllt habe.
Demgegenüber hat das Land Hessen seine Nachhaltigkeitsstrategie entsprechend angepasst, nachdem die Erstellung der Eröffnungsbilanz 2009 einen Fehlbetrag von 58 Mrd. EUR ergab.

### Gerechter Finanzausgleich
Mittelfristig wird die kaufmännische Buchführung zu mehr Gerechtigkeit beim Länderfinanzausgleich und kommunalen Finanzausgleich führen können. Auch für den Einsatz von Haushaltssicherungskonzepten gäbe es eher als heute Indizien. Die Begünstigten könnten dann in all diesen Fällen ihre gesamten Finanzen mit Hilfe der kaufmännischen Buchführung offenlegen.
Dieser Vorteil einer kaufmännischen Buchführung wäre auch mittels Kameralistik zu erreichen, wenn sowohl Bund als auch Länder eine Vermögens-Schulden-Rechnung durchführen würden, wie im Haushaltsgrundsätzegesetz vorgesehen.

### Aktuelle Situation
Seit dem Ende des 20. Jahrhunderts betreiben Länder und Gemeinden die Abschaffung der kameralistischen Buchführung zugunsten der kaufmännischen Buchführung. Hierbei wird mehr und mehr auf das Neue Steuerungsmodell übergegangen.
Die erste deutsche Kommune, die im Rahmen einer landesrechtlichen Ausnahme- und Experimentierklausel ihr kommunales Rechnungswesen umgestellt hat, ist die nordbadische Stadt Wiesloch. Bundesweit konkretisieren sich die Umstellungsbestrebungen inzwischen, sodass die alleinige Anwendung der Kameralistik in Deutschland, zumindest auf der kommunalen und der Landesebene, wohl schon in wenigen Jahren der Vergangenheit angehören wird. Gleichwohl gibt es nicht eine Gemeinde, in der das neue Steuerungsmodell tatsächlich funktioniert. In der Regel wird nach tradierten haushaltsrechtlichen Kriterien entschieden.
Zudem werden auf der Landesebene zunehmend Landesbetriebe eingerichtet, die nach kaufmännischen Grundsätzen geführt werden und Jahresabschlüsse nach den Regeln des Handelsgesetzbuches vornehmen müssen. Die damit unter Umständen verbundene Kostenrechnung erhöht die wirtschaftliche Kompetenz der Verwaltung. Gleichzeitig verlieren Parlament und Ministerialverwaltung an Einfluss. Dies birgt die Gefahr, dass diese Institutionen nicht mehr ihrer politischen Verantwortlichkeit gerecht werden können, da die Legitimationskette Volk – Parlament – Verwaltung, wie sie im Art. 20 GG dargelegt ist, unterbrochen ist.